# Landvættir
I landvættir (norreno: spiriti del paese) sono creature mitiche della mitologia norrena che si pensava proteggessero un paese. Sebbene gran parte delle fonti sui landvættir provengano dall'Islanda, dove esistevano vere e proprie legislazioni a difesa di questi spiriti, erano presenti anche nella Scandinavia continentale. Riferimenti a essi si trovano anche in Saxo Grammaticus.

Blasone dell'Islanda

I landvættir potevano avere carattere sia benevolo sia ostile nei confronti dell'uomo. Nel Landnamabók si fa riferimento più volte a queste creature, che popolavano l'Islanda prima dell'arrivo dei coloni. Una legislazione islandese proibiva alle navi che approdavano sulla costa di mostrare le polene a forma di drago dalle navi per non spaventare i landvættir. Altri nomi per riferirsi a questi spiriti erano spámaðr, bergbúi, e ármaðr.
Nella Egils saga si riferisce che Egill Skallagrimsson innalzò un "palo d'infamia" (níðstöng) affinché i landvættir norvegesi non si placassero fino a quando re Erik Ascia di sangue e sua moglie Gunnhild fossero stati sul trono di Norvegia.
Il concetto di landvættir è analogo a quello antico romano di genius loci.

## I quattroLandvættirdell'Islanda
L'Islanda ha tradizionalmente quattro landvættir protettori, rappresentati nello stemma del paese nelle loro rispettive posizioni. Si tratta di creature reali e mitologiche che simboleggiano i quattro punti cardinali:
- Nord: un'aquila (Gammur) a Eyjafjörður
- Sud: un gigante (Bergrisi) a Reykjanes
- Est: un drago (Dreki) a Vopnafjörður
- Ovest: un toro (Griðungur) a Breiðafjörður

Un semplice ed elegante parallelismo può essere fatto con le quattro stazioni di monitoraggio dello spazio aereo del paese, posizionate nei quattro punti intercardinali:
- H-1 Miðnesheiði: il Toro Griðungur
- H-2A Langanes: il Drago Dreki
- H3: Höfn: il Gigante Bergrisi
- H-4A Bolungarvík: l'Aquila Gammur